# 럭스
럭스(lux, 기호 ㏓)는 빛의 조명도를 나타내는 SI 단위이다. 럭스는 루멘에서 유도되었고, 루멘은 칸델라에서 유도된 단위이다.
1 lx = 1 lm/m2 = 1 cd·sr·m-2

## 럭스의 예
| I밝기차            | 예                                                |
| ------------------ | ------------------------------------------------- |
| 10-5 lux           | 가장 밝은 별(시리우스)의 빛                       |
| 10-4 lux           | 하늘을 덮은 완전한 별빛                           |
| 0.002 lux          | 대기광이 있는 달 없는 맑은 밤 하늘                |
| 0.01 lux           | 초승달                                            |
| 0.27 lux           | 맑은 밤의 보름달                                  |
| 1 lux              | 열대 위도를 덮은 보름달                           |
| 3.4 lux            | 맑은 하늘 아래의 어두운 황혼                      |
| 50 lux             | 거실                                              |
| 80 lux             | 복도/화장실                                       |
| 100 lux            | 매우 어두운 낮                                    |
| 320 lux            | 권장 오피스 조명 (오스트레일리아)                 |
| 400 lux            | 맑은 날의 해돋이 또는 해넘이                      |
| 1000 lux           | 인공 조명; 책상 스탠드, 일반적인 TV 스튜디오 조명 |
| 5,000 lux          | 시계 수리 등 간단한 정밀 작업                     |
| 10,000–25,000 lux  | 낮 (직사광선이 없을 때)                           |
| 32,000–130,000 lux | 직사광선                                          |

## 유니코드 문자
유니코드는 "lx": (㏓) 문자를 갖추고 있다. 이는 일부 아시아 언어의 구 코드 페이지를 수용하기 위한 레거시 코드이다. 이 코드의 사용은 권장되지 않는다.)